# Армстронг (окръг, Тексас)
Вижте пояснителната страница за други значения на Армстронг.
Окръг Армстронг (на английски: Armstrong County) е окръг в щата Тексас, Съединени американски щати. Площта му е 2367 km², а населението - 2148 души (2000). Административен център е град Клод.